# Пауль Фесслер
Пауль Фесслер (нім. Paul Fässler, 13 червня 1901, Бронскофен — 26 березня 1983, Берн) — швейцарський футболіст, що грав на позиції півзахисника.
Виступав, зокрема, за клуб «Янг Бойз», а також національну збірну Швейцарії.

## Клубна кар'єра
У дорослому футболі дебютував 1920 року виступами за команду «Янг Бойз», в якій провів тринадцять сезонів. В 1930 році був капітаном команди, яка виграла перший Кубок Швейцарії в історії клубу.
Згодом з 1933 по 1935 рік грав у складі команд «Б'єн» та знову у «Янг Бойз».
Завершив ігрову кар'єру у команді «Б'єн», у складі якої вже виступав раніше. Повернувся до неї 1935 року, захищав її кольори до припинення виступів на професійному рівні у 1936.

## Виступи за збірну
1922 року дебютував в офіційних матчах у складі національної збірної Швейцарії.
У складі збірної був учасником футбольного турніру на Олімпійських іграх 1924 року в Парижі, де разом з командою здобув «срібло».
Загалом протягом кар'єри у національній команді, яка тривала 9 років, провів у її формі 33 матчі.
Помер 26 березня 1983 року на 82-му році життя у місті Берн.

## Титули і досягнення
- Срібний олімпійський призер (1):

Швейцарія: 1924
- Володар Кубка Швейцарії (1):

«Янг Бойз»: 1929–1930